# Gregorio Hernández de Alba
Gregorio Hernández de Alba (Bogotá, 1904 - 1973) fue un arqueólogo y etnólogo colombiano, fue uno de los padres fundadores de la arqueología y la antropología en Colombia. Sus aportes intelectuales sobrepasaron el nivel académico: Hernández de Alba fue un activo defensor de los indígenas. Promovió y participó en las primeras investigaciones arqueológicas y etnológicas; como indigenista, trabajó por la inclusión social, económica, política y cultural de los pueblos indígenas y por la defensa de los resguardos; y uno de sus legados más importantes fue la institucionalización de la antropología en Colombia.

## Biografía
Gregorio Hernández de Alba nació el 20 de junio de 1904, se graduó de secundaria de la Escuela de Comercio de Bogotá, en la que fue compañero del futuro historiador Germán Arciniegas, con el que mantuvo relacionales profesionales y personales a lo largo de su carrera. A mediados de los años 30, Hernández de Alba se incorpora en el Movimiento Bachué, un movimiento artístico y literario que buscaba reconocer el valor del aporte indígena y lo 'autóctono'. Su sentimiento americanista se plasmó en su primer libro: 'Los cuentos de la Conquista', en los que, a diferencia de otros relatos sobre este acontecimiento, puso a los indígenas en primer plano. 
Sus primeros escritos arqueológicos, en 1934, mencionan la variabilidad de la cerámica prehispánica usada por los indígenas en Inzá, Tierradentro.
Sus obras fundamentales como: Etnología guajira (1936), Colombia. Compendio arqueológico e investigaciones arqueológicas en Tierradentro (1938) y La cultura arqueológica de San Agustín (1978).

## Institucionalización de la Arqueología
Aunque en 1902 el Ministerio de la Instrucción Pública creó por decreto la Comisión de Historia de Antigüedades para el estudio, conservación y divulgación de los escritos y monumentos antiguos de "la Historia Patria' en todas sus épocas", ésta, durante 30 años, solo público un documento, en 1907. 
Para 1935, Gustavo Santos, hermano del político y futuro presidente de Colombia Eduardo Santos, quien era Director de la Extensión Cultural y Bellas Artes del Ministerio de Educación, persuade a Hernández de Alba para crear y dirigir una oficina dentro del ministerio encargada del estudio arqueológico y etnógráfico: El Servicio Arqueológico Nacional.
Paralelamente al Servicio Arqueológico Nacional, al cual Hernández de Alba dirigió hasta 1946, fundó, junto a Guillermo Fischer, la Sociedad de Estudios Arqueológicos y Etnográficos, con la cual se coordinó la Exposición Arqueológica del Cuarto Centenario, para la exposición de piezas arqueológicas así como de indígenas actuales con "[...] sus utensilios, vestidos e instrumentos musicales propios".
La primera actividad significativa de Hernández de Alba, una vez en el Servicio Arqueológico Nacional, fue la publicación del texto Etnología Guajira, una etnografía de cuatro meses sobre los indígenas de la península Guajira, que describía sus fiestas, artes y religión, entre otros aspectos. Esta etnografía fue la primera experiencia etnográfica de campo de Hernández de Alba,y fue realizada en compañía con una expedición germano norteamericana de arqueólogos, antropólogos y lingüistas, entre quienes se encontraban Lewis Korn, Vicenzo Petrullo y Paul Kirchoff.
En 1936 Hernández de Alba es comisionado para inspeccionar las investigaciones realizadas por el geólogo George Burg patrocinado por la Universidad del Cauca, quien realizaba estudios de suelos y de las estatuas de San Agustín y Tierradentro. Los reportes de Hernández de Alba sobre las investigaciones de Burg y las propias, publicadas en El Tiempo dieron notoriedad a la riqueza arqueológica de la nación e impulsaron el interés, tanto del gobierno como del público general, en el pasado indígena. En su estadía en el sur occidente del país, Hernández de Alba recibió una notificación de la llegada del arqueólogo español José Pérez de Barradas, contratado por el ministerio de educación, para impulsar el conocimiento arqueológico en Colombia. Sin embargo, las relaciones entre los dos arqueólogos no resultaron amistosas. La razón de las fricciones no es conocida, pero ciertamente Pérez de Barradas desconoció el trabajo de Hernández de Alba tildándolo como 'falto de validez científica' e hizo afirmaciones erróneas sobre Hernández de Alba, como la indicación que él había llegado a San Agustín primero que el colombiano.
De sus investigaciones en San Agustín y Tierradentro Hernández de Alba escribió un manuscrito en francés, que solo fue publicado póstumamente en 1978, bajo el título La Cultura Arqueológica de San Agustín; y dirigido por Paul Rivet y Marcel Mauss. 
En 1938 Paul Rivet viaja a Colombia por invitación de Eduardo Santos. En Colombia Rivet viaja a San Agustín, donde Hernández de Alba estaba realizando excavaciones. Rivet le ofrece al colombiano una beca de dos años en etnología en el Museo del Hombre, en París.
En 1941 regresa a Colombia con Rivet, que para ese entonces huye de la Francia ocupada por los nazis. En julio de ese año ambos fundan el INstituto Etnológico Nacional, una filial de la Escuela Normal Superior, en la que se preparan los futuros docentes en etnología, arqueología, antropología física y lingüística. Entre sus profesores se encuentran otros antropólogos exiliados por la guerra en Europa: Wolfgang Scottelius, Gerardo Reichel-Dolmatoff, Pablo Vila, y José de Recasens, entre otros. Entre sus primeros alumnos se encontraban Luis Duque Gómez, Eliecer Silva Celis y Alicia Dussán.
El señor Gregorio fue un gran padre de familia

## Fotografía
El archivo fotográfico del reconocido arqueólogo y antropólogo colombiano, Gregorio Hernández de Alba, compuesto por más de 4.000 negativos, fue restaurado recientemente en un proyecto liderado por su nieto, Juan Pablo Hernandez de Alba, y un equipo nacional experto en fotografía. 
Las fotografías fueron tomadas en las investigaciones, viajes y reuniones de Hernández de Alba en diferentes regiones del país, capturando de una forma única el rostro de la Colombia del siglo XX y el de otros países como Francia, Estados Unidos, Honduras, España, Panamá y México.  La fecha más antigua de los registros data de 1935, en los que se captura diferentes escenas y paisajes de la Guajira colombiana y las comunidades Wayuu. Los últimos fueron tomados a finales de la década de 60´s en Zipaquirá, Cundinamarca.
La gran mayoría de las fotografías están en buen estado y fueron almacenadas en sobres dentro de cajas de madera. Las cajas de madera estuvieron, a su vez, guardadas en cajas de cartón que se archivaron con los demás objetos, libros y documentos del archivo personal de mi padre. Estos elementos estuvieron conmigo en los diferentes lugares que habité desde 1973 hasta el año 2010, cuando comenzó el trabajo de organización y divulgación de los materiales de investigación añadió Carlos Hernández de Alba, hijo de Hernández de Alba.
Los negativos dan cuenta de una alta calidad compositiva, que puede ser comparada con grandes fotógrafos del siglo pasado y son considerados un tesoro para la historia de Colombia y la humanidad. El registro fotográfico fue realizado por dos cámaras, una IKOFLEX de medio formato TLR -Twin Lens Reflex, y una cámara Dresden Franz Kochmann Korelle, unas de las mejores tecnologías fotográficas de inicios siglo XX que permitieron capturar diferentes regiones de Colombia como: San Agustín y Garzón en el Huila; Tierradentro, el Volcán de Purace y Silvia en el Cauca; Popayán; La Guajira; Boyacá, entre muchas otras.  